# Saint-Martin-sur-Armançon
Saint-Martin-sur-Armançon település Franciaországban, Yonne megyében. Lakosainak száma 141 fő (2022. január 1.). Saint-Martin-sur-Armançon Mélisey, Molosmes, Tanlay, Thorey és Tonnerre községekkel határos.

## Népesség
A település népessége az elmúlt években az alábbi módon változott:
| Lakosok száma | 131  | 135  | 144  | 141  | 143  | 145  | 147  | 144  | 141  |
|               | 2013 | 2015 | 2016 | 2017 | 2018 | 2019 | 2020 | 2021 | 2022 |